# Gold(III)-selenid
Gold(III)-selenid ist eine anorganische binäre Verbindung aus Gold und Selen. Es handelt sich dabei um einen schwarzen amorphen Feststoff.

## Gewinnung und Darstellung
Gold(III)-selenid kann durch Reaktion einer Gold(III)-chlorid-Lösung mit einer Selenwasserstofflösung unter Luftabschluss gewonnen werden.